# Norra Kedums kyrka
Norra Kedums kyrka är en kyrkobyggnad som sedan 2006 tillhör Örslösa församling (tidigare Norra Kedums församling) i Skara stift. Den ligger i Lidköpings kommun.
Kyrkbyggnaden dateras till 1200-talet och omtalas första gången i handlingarna år 1291. Vid slutet av 1600-talet ombyggdes koret och år 1930 företogs en större ombyggnad. Detta till trots ingår ännu partier av den ursprungliga kyrkans långhus i den nuvarande byggnaden.

## Prästgården
Prästbostället Marbogården låg i Kedum fram till 1349 då nytt boställe gavs i Tådene genom Algots donation till den kyrkan. År 1773 donerades istället frälsegården Gröneberg i Kedums socken till boställe åt kyrkoherden som då åter flyttade till Kedum. Den dåvarande prästen Hagström anklagades för oegentligheter och bestickning efter denna affär då han bortbytt den forna ovärderligt goda pastorsgården i Storeberg och fått ½ frälsehemman Tohaga och frälseräntan från ett mantal i Örslösa .

## Kyrkobyggnaden

### Medeltiden
Kedums kyrka omtalas första gången i handlingarna år 1291. Det är Helena Böses brev på några gods till biskopen i Skara, bevittnat kyrkoherden Simon i Kedum Symeonem rectorem ecclesie Kythem . Nästa gång kyrkan nämns är i Tholve Peterssons testamente från år 1305, item sacerdoti et ecclesie in kidem marcham . 
Den ursprungliga byggnaden bestod av ett rektangulärt långhus med mindre rakslutet kor. Murarna uppfördes i gråsten liksom i grannkyrkorna Lavad, Gillstad och Friel , samt saknade delvis sockel. Byggnaden var 15 alnar lång. Nära västra gaveln i söder var ingången . Portalen var enkel med en rak överliggare av granit. På 1800-talet kunde man se konturerna av ett gammalt igenmurat fönster som var två fot i höjd och en fot i bredd . Kyrkan är av små dimensioner och har med sandstenskyrkorna samma plan och dateras till omkring 1200-talets förra del . De första förändringarna kom redan under medeltiden och bestod av att bygga till vapenhus och sakristia. Vapenhuset framför sydportalen uppfördes av liggande knuttimrat trä under sadeltak . Det ursprungliga medeltida fönstret på långhusets södra vägg slogs upp till ett stort rektangulärt. Även gjordes ett större rektangulärt på korets sydvägg. Kyrktaket var spånklätt och till takprydnad fanns två träkors, ett över långhusets gavel och ett över korets. Klockorna hängde ute i en stapel. Anläggningen beskrivs vid mitten av 1600-talet; Kedum är en lijten kullkyrkia af grååsten, fordom väl murat, men vestra gaflen ståår nu rempnat ifrån stammen, och faller snart om kull, dher han icke boot fåår, kyrkian ähr uthan hvalf och skrud såsom dhe andra, illa påseendes innan till .

### Ombyggnad och tillbyggnad
Då kyrkan mer var i förfallet skick och församlingen växte vid 1600-talets slut planerades en ombyggnad. Eftersom medel var begränsade bekostades detta åtminstone delvis av Jöran Rutenskiöld. Arbetet sattes igång vid år 1687 då det gamla koret nedrevs. Istället förlängdes långhuset åt öst nästan dubbelt. Denna östra gavel utsmyckades med I. R. S. samt årtalet 1687 efter bidragsgivaren i smidda järnbokstäver. År 1710 byggdes ett nytt vapenhus av gråsten i söder istället för det gamla i trä. Under 1800-talet byggdes vapenhus vid västra gaveln. Genom muren gjordes en dörröppning till långhuset och den södra ursprungliga portalen murades igen. Detta västra vapenhus byggdes i gråsten med små rektangulära fönstergluggar i norr och söder. I väster gjordes en rektangulär port med trädörr beslagen med järnlameller. Det förra vapenhuset intill södra väggen kom istället att användas till materialbod. 
Den sakristia som planerades i norr år 1704 blev aldrig av. Istället användes en avdelning av koret till detta . Kyrkan räknade nu 200 sittplatser .

### Restaureringen 1930
År 1923 ansökte församlingen att få riva sin medeltida kyrka för att få en rymligare. Intendent Anders Roland besiktigade då byggnaden och konstaterade att kyrkan var rätt förfallen och vanvårdad. Men då murar och tak ändå befanns i gott skick var hans enda alternativ att genomföra en restaurering. Med nytt golv, sakristia, pannrum i källare och omorganisation av inredningen kunde församlingen få tillräckligt med plats. Hans förslag väckte motstånd från församlingen som tyckte den lilla medeltida kyrkan var oansenlig i jämförelse med grannsocknarna. Tådene hade ju låtit riva sin 1200-tals kyrka och byggt ett enorm unggotiskt tempel med plats för 1000 personer. När man inte fick rasera byggnaden beslöt man sig istället för att bygga på annan plats. Med risk för att den gamla kyrkan skulle överges gick byggnadsstyrelsen med på en större ombyggnad vilket fick bifall från byborna. År 1930 kom arbetet igång och leddes av byggmästare Arvid Johansson i Mellby. Detta omfattade nybyggnad av torn i väst, grundförstärkning, helt ny inredning, och rivning av de båda vapenhusen.  I norr bredvid koret uppfördes en sakristia med pannrum i källare. De nya tillbyggnaderna gjordes i tegel som putsades. Vapenhuset i väst fick ge plats åt tornet och det gamla vapenhuset på södra sidan från 1710 revs likaså. Tornet försågs med parställda ljudgluggar och klockorna flyttades dit från stapeln. Mellanvåningen i tornet kom delvis att upptas till läktare, orgelverk, och trapphus. I långhuset åkte de gamla gårdsbänkarna ut och blev ersatta med moderna. Vid restaureringen upptäcktes gamla draperimålningar vid de norra fönstren i långhuset och det västra av dessa framkom en drakslinga med runor .

## Den äldre inredningen
Altaret var murat i sten och täckt med en polerad kalkstenshäll. Altarprydnad i skulpterat och målat trä skänkt av Rutenskiöld och hans maka. Predikstol i trä målad i kraftiga färger samt förgylld är från 1709..
Dopfunt i sandsten i två delar. Rundad cuppa med skrånande undersida och kort skaft. Försedd med centralt uttömningshål. Cuppan kraftigt defekt, halva skålen har blivit ersatt med trä. Fyrsidig fot med uthyggna hörnornament, upptill övergående i rund form. Höjd 76 cm, bredd 63 cm och 20 cm djup. Enligt Ernst Fischer av samma grupp som Järpås och S:ta Marie kapell, och dateras till 1200-talets förra hälft .

## Gravstenar

### Liljesten
Liljesten av sandsten. Degenererad typ. Defekt och består av tre delar; överdel, mittdel och nederdel. Huvudända med palmettknopp och fotända med trappostament. Mäter cirka 175 x 62–52 cm. Överdelen och nederdelen av stenen låg i det nu raserade västra vapenhusgolvet . Numera ligger stendelarna ute på kyrkogården.

### Gravstenar till och med 1800
I korets golv fanns en gravsten i sandsten och delvis dold av altarringen. Med dekor i relief, basunblåsande änglahuvud med vingar. En inskription nederst som är oläslig. Endast årtalet 169_ kan läsas. Mäter cirka 246 x 183 cm . En 72 cm hög gravsten i kalksten försedd med spetsig gavel och inskrift: ”Christus är mitt lif och döden är min vinning 1694”. Två gravstenar i kalksten. Den ena med initialerna L. O. R. Och den andra med årtalet 1799 låg ramponerade i det nu rivna vapenhustes golv. En till Rutenskiöldska ätten tillhörig grav har funnits intill kyrkans södra mur. Denna fanns ännu i behåll vid år 1755 då den underhölls av ryttmästaren Lars Gyllenhahl på Herlimgstorp .

## Kyrkobalk, klockstapel, och klockor
Kyrkogården omgärdas av en cirka 90 cm hög kallmurad gråstensmur med en port i öster. Porten utgörs av två stenpelare med enkla smidda järngrindar. Området var ursprungligen omgärdad av träbalk. Det föreslogs att utbyta denna mot stenmur redan 1699 vilket ej blev av då balken istället skulle hållas försvarsgod. Porten uppsattes år 1799. 
På kyrkogården söder om kyrkan stod klockstapeln. Den är känd från 1600-talet men kan mycket väl vara äldre. Det var en öppen träkonstruktion under sadeltak . År 1765 uppfördes ny stapel som hade rödmålade brädbeklädda stockar och karnissvängd spånklädd huv. Här hängde två klockor varav den ena (H. 57 cm. Diam. 59 cm) var gjuten i Skara av Nils Billsten, med följande inskrift; Sochnamäns tilhielp och på ägarens til Gröneberg Her Capit och Riddarens H. I. Focks om-kostnad om guten i Skara år 1764, då Magnus Hagström war Pastor och Olaus Thelning Kominister, af Nils Billsten. På andra sidan; Kyrkiowärdar G:G:S och C:L:S. På den andra klockan Kommer Kiedums boer alle, när i hören klockors ljud, att för nådathron nedfalla, tala med en nådig Gud, malmens klang här neder hörs, thrones bön til himlen förs, stundom det til bönen liuder, stundom döden tänka på, stundom er i kyrkan bjuder, där Guds ord i höra få, bedien tänken hören så, att i iewigt lefwa må. Även denna klocka (H. 72 cm. Diam. 72 cm) var gjuten av Nils Billsten och är av samma typ som den förra . En äldre klocka nämns i Johan Hadorphs reseanteckningar från 1600-talet; gamal klocka medh några munke bookstäfver å stående, som i giutningen äre sammanrundne och maculerede, att af dem ingen sensus finnas kan; någre boomerke finnes dher på, såsom på mynt; fordom i rundh medh små bookstäfver på, kan intet skiönies mer än på ett tecken såsom itt ankar . Denna klocka är numera förkommen och blev väl omgjuten i och med ovanstående kockor tillverkades. Klockstapeln reparerades av Sander Kjellberg år 1912. Efter att klockorna flyttats till nya tornet 1930 revs stapeln år 1940 .
- Fischer, Ernst (1922). Västergötland. Bd 1. H. 4, Kyrkor i Kållands härad : sydvästra delen. Sveriges kyrkor ; [16]. Stockholm: Gunnar Tisells tekniska förl. sid. 485-503. Libris 19512779. http://kulturarvsdata.se/raa/samla/html/6861